# Slag bij Bornholm (1676)
De Slag bij Bornholm was een zeeslag in de Schoonse Oorlog tussen een gecombineerde Deens-Nederlandse en een Zweedse vloot.
Op 5 juni 1676 viel de Deense vloot met Nederlandse hulp de veel grotere Zweedse vloot aan en wist de slag te winnen, waarop de Zweden zich terugtrokken. Cornelis Tromp, op dat moment in Deense dienst, kwam drie dagen na de slag aan met extra Nederlandse schepen en zette de achtervolging in. Op 11 juni dwong hij de Zweden bij Öland tot een nieuwe zeeslag.

## Noot
1. ↑   Van Almonde was een Nederlander in Deense dienst.